# ريك آدامز
ريك آدامز (بالإنجليزية: Rick Adams)‏ هو لاعب كرة قاعدة أمريكي، ولد في 24 ديسمبر 1878 في باريس في الولايات المتحدة، وتوفي بنفس المكان في 10 مارس 1955.

## وصلات خارجية
- ريك آدامز على موقعبيزبول رفرنس.كوم (الدوري الرئيسي) (الإنجليزية)
- ريك آدامز على موقعبيزبول رفرنس.كوم (الدوري الثانوي) (الإنجليزية)
- ريك آدامز على موقع مشجعي الرسوم البيانية (الإنجليزية)